# Военные издержки
Военные издержки — все денежные и материальные затраты, которые государство делает для ведения войны или выполнения отдельных военных операций.
Вознаграждение за понесённые победителем военные издержки, налагаемые по окончании военных действий на побеждённое государство, представляют собой контрибуцию. Например в 1878 году, 3 марта, был заключён предварительный договор в Сан-Стефано, между Российской и Османской империями и завершивший русско-турецкую войну 1877—1878 годов, по которому была установлена контрибуция за военные издержки.

## История
С древних времён на побеждённого врага накладывалась контрибуция, и он должен был выплачивать победителям военные издержки. Это понятие существует столько же веков, сколько ведутся на земле войны, например после Ламийской войны афиняне вынуждены были: уплатить военные издержки, объявить вне закона Демосфена, Гиперида и еще двух ораторов, отказаться от своих последних владений вне Аттики — островов Лемноса, Имброса, Скироса и Самоса, принять македонский гарнизон в Мунихию (крепость, возвышавшуюся над Пиреем) и, наконец, изменить свое государственное устройство.
Победитель распоряжался завоёванными народами, странами и государствами по своему усмотрению, и это было безусловное право, вытекающее из факта победы и заключённых договоров между правителями, победившим и проигравшим, например во время похода нюренбергцев против Пфальца они завладели, в 1503 году, городом Альтдорф и удержали его в виде вознаграждения за военные издержки.
Чтобы уберечь население регионов и их поселения от разорения, жители откупались ценными вещами и невольниками. Победители сами определяли размер, форму и условия выплат (например, «Горе побеждённым»), при этом стремясь не только покрыть военные издержки но и, при заключении мирного договора, получить сверх того значительную сумму драгоценного имущества проигравших.

## Состав
В состав военных издержек входят расходы по:
- мобилизации;
- содержанию вооружённых сил;
- демобилизации;
- приведению в боевое положение крепостей;
- содержанию военнопленных;
- восстановлению разрушенных сооружений;
- и так далее[2].

Возмещение побежденной стороной всех военных издержек обычно включается в условия мирного договора.